# Lausannská smlouva
Lausannská smlouva je mírová smlouva podepsaná 24. července 1923 v Palais de Rumine v Lausanne (jihozápadní Švýcarsko). Uzavřely ji státy dohody (Velká Británie, Francie, Itálie, Japonsko, Řecko, Rumunsko, Jugoslávie) na straně jedné a Turecko na straně druhé. Lausannská smlouva nahradila Sèvreskou smlouvu z 10. srpna 1920, která ukončila první světovou válku mezi státy Dohody a Osmanskou říší. Jedná se proto o poslední smlouvu týkající se první světové války.
Lausannská smlouva určila územní uspořádání moderního Turecka. Upřesnila turecké hranice a nařídila přesuny obyvatelstva, které začaly už předtím arménskou a řeckou genocidou.

## Kontext
Ustanovení Sèvreské smlouvy z roku 1920 rozpustila armádu osmanské říše a rozdělila její území mezi britské, italské a francouzské sféry vlivu. Osmané ztratili většinu svých blízkovýchodních území. Východní Thrákii a Iónii mělo získat Řecké království. Severo-východní část Turecka připadla Arménii a na jihovýchodě Turecka měl vzniknout nezávislý Kuridstán. Velké národní shromáždění Turecka smlouvu odsoudilo jako „projekt pro rozbití koloniálního Turecka“.
Osmanský sultán Mehmed VI. byl donucen smlouvu schválit, ale žádný národní parlament (kromě řeckého) smlouvu neratifikoval. Už na podzim 1920 prohlásil předseda vlády Francie Georges Leygues, že neratifikuje Sèvreskou smlouvu, protože je pro Turecko příliš nevýhodná a musí být zrevidována. Proti Sèvreské smlouvě vystupoval také Mustafa Kemal Atatürk, který od roku 1919 vedl nacionalistické povstání proti osmanskému sultánu. Válčil rovněž proti řeckým, kurdským, arménským, britským a italským jednotkám, které okupovaly části Turecka. Na druhé straně Kemal těžil z podpory Francie a bolševického Ruska.
V únoru až březnu 1921 se v Londýně konala konference o revizi smlouvy ze Sèvres. Nebylo sice dosaženo shody, ale Itálie stáhla vojska z Anatólie. V březnu 1922 se státy Dohody konečně vzdaly Sèvreské smlouvy a předložily kemalistickým představitelům návrh nového ujednání. Kemal všal usoudil, že tyto návrhy neodpovídají tureckým národním aspiracím.
Poté, co byla Arménie připojena k Sovětskému svazu, uzavřela v říjnu 1921 sovětská Arménie s kemalistickými povstalci Karskou smlouvu, podle níž Arménie postoupila Turecku území získané díky Sèvreské smlouvě.
V roce 1922 kemalisté sesadili sultána, čímž zanikla Osmanská říše. Téhož roku Kemal uštědřil krutou porážku řeckému vojsku. To zasadilo smlouvě ze Sèvres poslední ránu a státy Dohody se rozhodly definitivně ustoupit. Do Lausanne byla svolána nová konference, jejíž jednání odráželo nové rozložení sil v Malé Asii. Tureckou delegaci vedl politik İsmet İnönü

## Obsah
Vítězným povstáním Turci dosáhli mnoha územních změn ve svůj prospěch: byla potvrzena suverenita Turecka v celé Malé Asii a ve východní Thrákii.